# Myriotrema eminens
Myriotrema eminens är en lavart som först beskrevs av Hale, och fick sitt nu gällande namn av Hale. Myriotrema eminens ingår i släktet Myriotrema och familjen Graphidaceae.   Inga underarter finns listade i Catalogue of Life.